# یوتیرانوس
یوتیرانوس (نام علمی: Yutyrannus) یک دایناسور شکارچی از گروه تیرانوسورها بود که ۱۳۱ تا ۱۲۰ میلیون سال پیش در چین می زیست.

## ویژگی‌ها
یوتیرانوس یکی از بزرگترین تیرانوسورهای اولیه با ۹ متر طول و ۱۴۰۰ کیلوگرم وزن بوده است این دایناسور بزرگترین گونه کشف شده از دایناسورهایی است که روی فسیل آنان آثار باقیمانده از پر دیده شده است علت نامگذاری این جانور به یوتیرانوس یا پر بیدادگر نیز همین موضوع بوده است به دلیل محیط نسبتاً سرد چین در زمان زندگی این دایناسور پرهای یوتیرانوس بلند بودند و عایقی مناسب در برابر سرما محسوب می شدند یوتیرانوس به همراه دیلونگ یکی از دو گونه تیرانوسوری است که تا کنون در فسیل هایشان آثار وجود پر دیده شده است.